# Norddeutsche Automobil und Motoren
La Norddeutsche Automobil und Motoren GmbH (Automobili e Motori Nord Tedeschi) è stata un'azienda tedesca produttrice di automobili e motori, creata nel 1908 dalla compagnia di spedizioni Norddeutscher Lloyd.
La fabbrica si trovava a Brema e la quasi totalità delle vetture prodotte fu venduta con il marchio Lloyd, marchio che in seguito venne utilizzato da diverse altre aziende.

## Storia
Le prime vetture prodotte furono su licenza dalla casa francese Kriéger ma già nel 1914 il reparto della NAMAG che costruiva automobili si fuse con la Hansa-Automobil per formare la nuova Hansa-Lloyd che produceva vari tipi di veicoli.
Il settore che produceva motori elettrici venne scisso e divenne la Lloyd Dinamowerke.